# Ministère de la Justice (Ukraine)
Pour les articles homonymes, voir Ministère de la Justice.
Le ministère de la Justice (ukrainien : Міністерство юстиції України) est un ministère du gouvernement ukrainien créé en 1990.

## Historique
Le ministère se situe, à Kiev au 13 de la rue Architecte-Horodetskoho dans un bâtiment classé. 

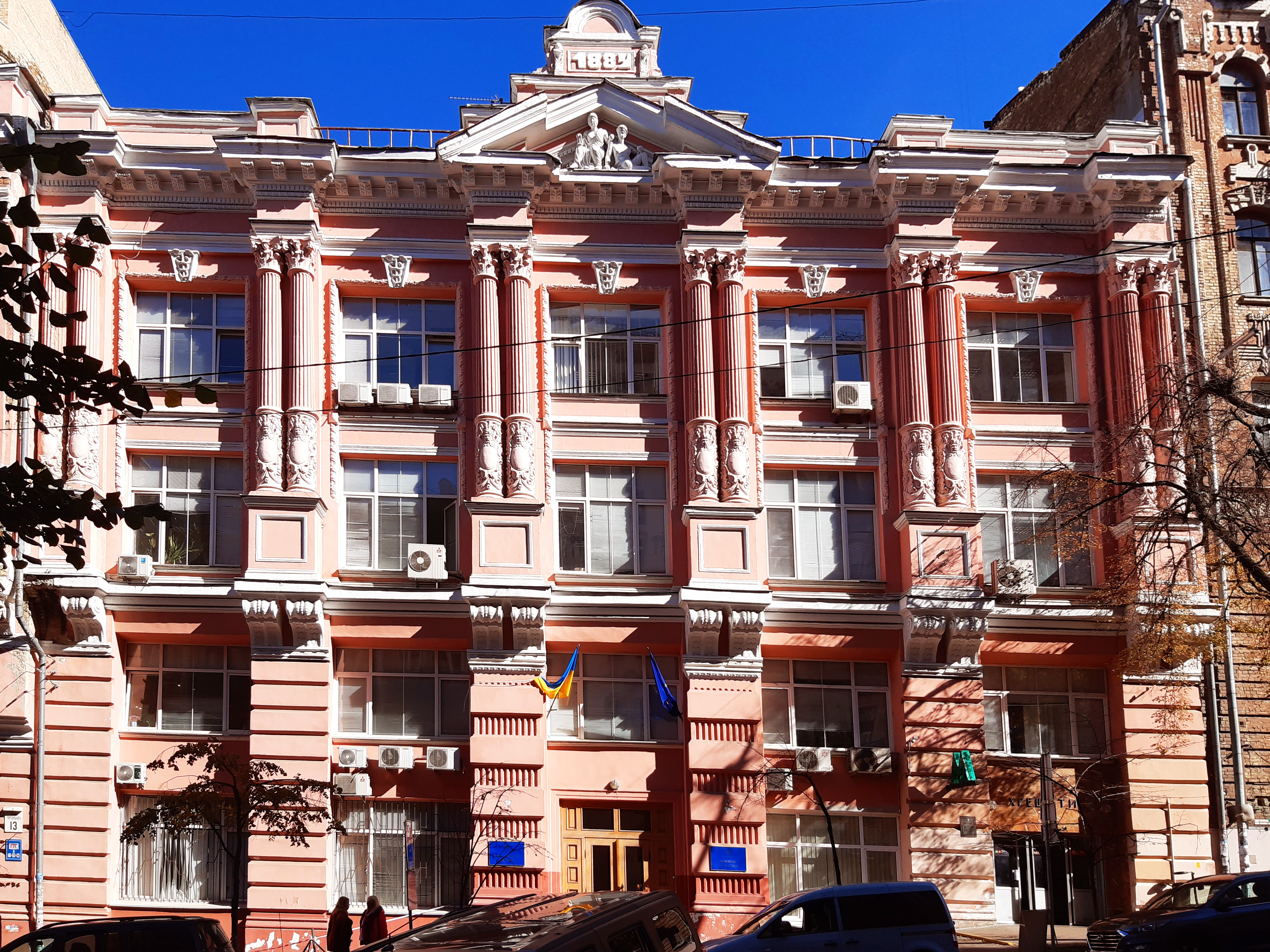
Bâtiment principal.

## Organisation

### Ministres
- 1995 à 1997 : Serhiy Holovatyi
- 1997 à 2002 : Siouzanna Stanik
- 2002 à 2005 : Oleksandr Lavrynovytch
- 2005 : Roman Zvarytch
- 2005 à 2006 : Serhiy Holovatyi
- 2006 : Roman Zvarytch
- 2006 à 2007 : Oleksandr Lavrynovytch
- 2007 à 2010 : Mykola Onichtchouk
- 2010 à 2013 : Oleksandr Lavrynovytch
- 2013 à 2014 : Olena Loukach
- 2014 à 2019 : Pavlo Petrenko
- 2019 à 2024 : Denys Maliouska
- depuis 2024 : Olha Stefanichyna

### Avant 1991
- Janvier 1953 à mars 1957 : Fedir Hloukh.
- Mars 1947 à janvier 1953 : Denys Panassyouk.